# Soubrette
Soubrette (AFI: [suˈbrɛt]) è un termine francese, derivato dal provenzale soubreto, con il significato originario di servetta, cameriera, ragazza smorfiosa.
Nel XIX secolo cominciò ad essere usato nel teatro di prosa, all'opéra comique e all'operetta per indicare i ruoli femminili brillanti, per lo più consistenti in servette maliziose, e le rispettive interpreti. Durante il fascismo, nell'ambito dell'autarchia linguistica decisa dal regime, fu sostituito con "brillante" e in passato si è usata anche l'italianizzazione "subretta" o "subrettina".
Non va confuso con il termine valletta, che indica invece un ruolo secondario e che non necessariamente richiede talento nella recitazione, nel canto o nel ballo.
Oggi viene utilizzato anche il termine inglese showgirl.

## Caratteristiche
Nel teatro musicale i ruoli da soubrette sono ricoperti da soprani leggeri e, non presentando particolari difficoltà vocali, richiedono grandi capacità attoriali e bella presenza. Un ruolo tipico da soubrette nell'operetta è quello di Valencienne ne La vedova allegra di Franz Lehár. In questa tipologia rientra anche il personaggio di Lisette ne La rondine di Giacomo Puccini, lavoro teatrale al confine tra l'opera lirica e l'operetta.
Nel teatro di rivista italiano la soubrette era un'artista di versatile talento, in grado di svolgere vari ruoli, dalla cantante alla ballerina, dall'attrice drammatica alla "spalla" del comico. Nel corso degli anni '50 subì tuttavia una netta trasformazione, anche in concomitanza con l'affermarsi della commedia musicale. Cominciò a declinare la figura tradizionale, di cui massima esponente era stata Wanda Osiris, caratterizzata da pose seduttive, abiti vistosi, trucco accentuato, entrate in scena solenni e pompose, camminate ancheggianti. Si affermò invece Delia Scala, inizialmente definita anti-soubrette, capofila di una figura femminile del tutto nuova, i cui tratti erano viso acqua e sapone, dinamismo nelle movenze, solida preparazione nel ballo e nel canto, grinta e vivacità in scena, interpretando ruoli di donna volitiva, coraggiosa, esuberante. Dallo spettacolo di varietà teatrale molte di queste nuove soubrette passarono con successo al nascente varietà televisivo, come la stessa Delia Scala, Sandra Mondaini, Lauretta Masiero, Marisa Del Frate.
Il termine soubrette entrò così anche nel campo del varietà televisivo, insieme all'analogo inglese showgirl. Tra le soubrette italiane che conquistarono il successo direttamente nel campo della televisione, che sapevano ballare e cantare, figurano Raffaella Carrà, Loretta Goggi, Lisa Fusco, Heather Parisi, Lorella Cuccarini. Altra scuola di soubrette, precorritrice della odierna idea del ruolo, fu quella del Bagaglino, con tra le altre, Gabriella Ferri, Pamela Prati e Valeria Marini.
A cavallo dei secoli XX e XXI, con la progressiva scomparsa del varietà dalla televisione, la figura della soubrette, intesa come artista versatile e talentuosa, fu sostituita da quella del personaggio televisivo, facente leva soprattutto sull'avvenenza.